# Glada änkan
För andra betydelser, se Glada änkan (olika betydelser).
Glada änkan (tyska: Die lustige Witwe) är en operett i tre akter med musik av Franz Lehár och libretto av Victor Léon och Leo Stein efter Henri Meilhacs lustspel L'attaché d'ambassade från 1861. Den hade premiär den 30 december 1905 på Theater an der Wien med Lehár som dirigent. Bland sångarna vid uruppförandet kan nämnas Mizzi Günther, Lily Elsie och Louis Treumann. Operettens speltid är ca 2 timmar och 15 minuter och den utspelas i Paris vid tiden för dess tillkomst.
Glada änkan är Lehárs mest framgångsrika och berömda operett. Mellan åren 1905 och 1948 (Lehars dödsår) spelades den fler än 300 000 gånger och filmades vid ett antal tillfällen.
1929 gjorde Lehár en revyversion av operetten med Fritzi Massary i huvudrollen. På hennes önskan infogades sången Ich hol dir vom Himmel das Blau i verket. Snart nog återgick man emellertid till originalversionen.

## Historia

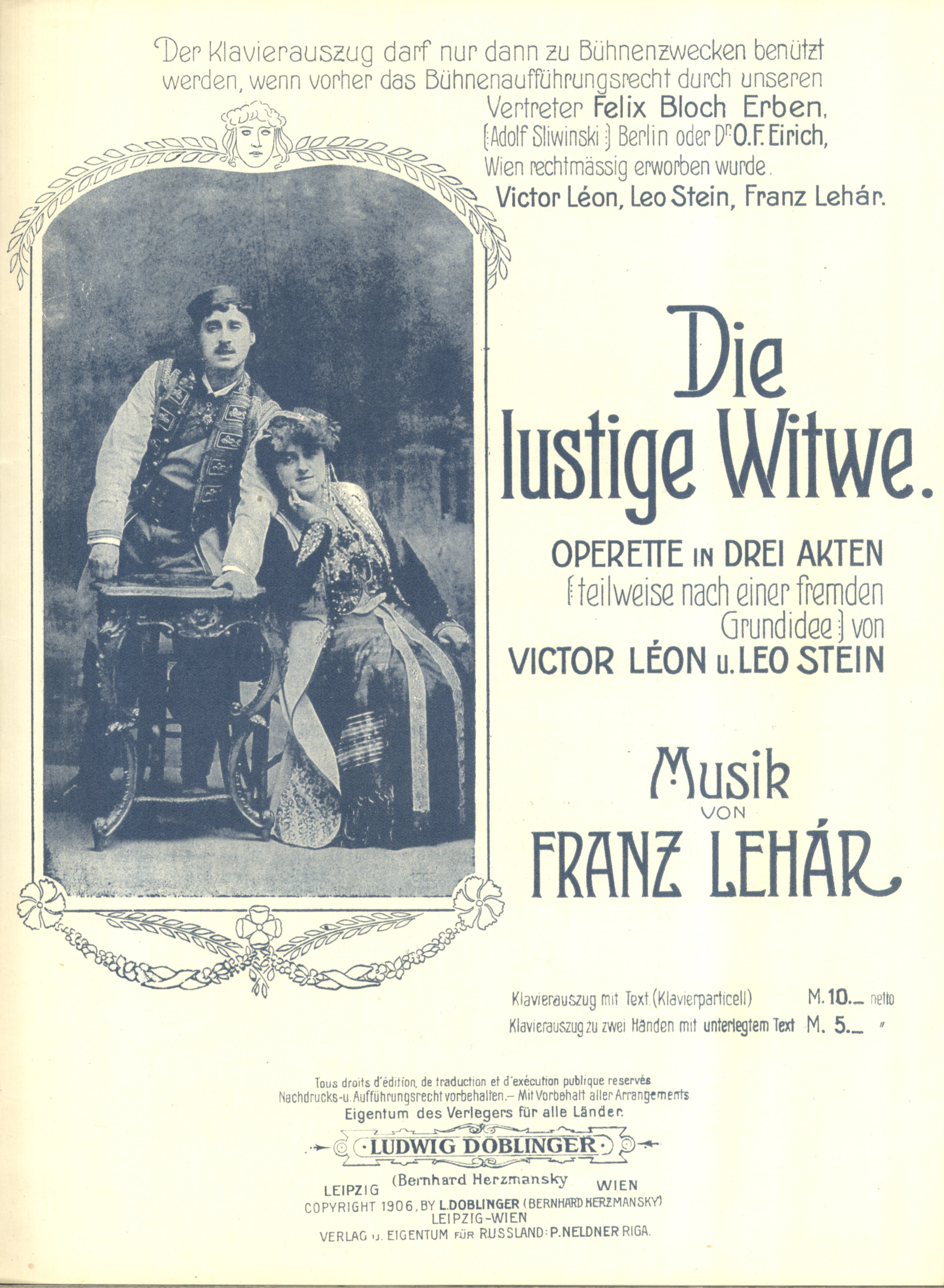
Omslaget till ett häfte med pianonoter till musiken i Glada änkan från 1906. På omslagsfotografiet ses Louis Treumann och Mizzi Günther i de båda huvudrollerna.

1861 hade Henri Meilhac premiär på en komisk pjäs i Paris, L'attaché d'ambassade (Ambassadattachén), i vilken den parisiske ambassadören Baron Scharpf från ett litet tyskt furstendöme arrangerar ett äktenskap mellan den rikaste änkan i hans hemland (en fransyska) och en greve för att säkerställa att hennes pengar stannar i furstendömet. Pjäsen översattes snart till tyska med titeln Der Gesandschafts-Attaché (1862) och sattes upp i flera lyckosamma uppsättningar. År 1905 kom librettisten Leo Stein över pjäsen och tyckte att det kunde bli en bra operett. Han föreslog detta för en av sina medförfattare, Viktor Léon och till ledaren för Theater an der Wien, som var intresserad av att sätta upp stycket. Stein och Léon gjorde om texten till ett libretto och uppdaterade handlingen till samtidens Paris, utökade storyn till att antyda en tidigare relation mellan änkan (denna gång en landsmaninna) och greven, samt flyttade hemlandet från en tysk provins till en färgrik liten stat på Balkanhalvön. Vidare ändrades handlingen så att änkan går med på affären för att skydda baronens hustru, och grevens paradis ändras till en Parisrestaurant och nattklubb med namnet Maxim's. De bad kompositören Richard Heuberger att skriva musiken, då han hade haft en stor succé på Theater an der Wien med en annan operett som utspelades i Paris: Der Opernball (1898). Han komponerade ett utdrag av musiken men librettisterna som hade förväntat sig toner från Balkan hörde inget annat än den gamla insmickrande söta wienertonen. Heuberger var tydligen fel kompositör till denna historia om en balkanskönhet som firad änka i Paris. Heuberger avsades sig glatt projektet.
Emil Steininger, sekreterare på Theater an der Wien, föreslog härnäst att Franz Lehár möjligen kunde komponera stycket. 1902 hade Lehár sökt tjänsten som dirigent vid Wiener Konzertverein. Aspiranterna fick i tur och ordning provdirigera i Volksgarten inför en enmansjury, nämligen Heuberger. I fallet Lehár avgav Heuberger följande utlåtande: Denna dirigent passar kanske bra för den klassiska musiken, men när det gäller valser har man ingen användning för honom. Och så gick dirigentposten till en annan. Samma år hade Léon skrivit librettot till Lehárs operett Der Rastelbinder, i vilken Lehár efter författarens mening träffat den sydslaviska stämningen på kornet. Lehár hade därefter arbetat tillsammans med Léon och Stein i Der Göttergatte. Trots att Léon tvivlade på att Lehár kunde frammana en autentisk Parisatmosfär blev han snart förtjust i Lehars första musiknummer, en sprudlande galopmelodi för "Dummer, dummer Reitersmann". Musiken till Glada änkan färdigställdes inom några månader. Teatern engagerade Mizzi Günther och Louis Treumann i de två huvudrollerna. De hade spelat det romantiska paret i andra Wieneroperetter, inklusive en uppsättning av Der Opernball och i den tidigare succén av Léon och Lehár: Der Rastelbinder (1902). Båda stjärnorna var så entusiastiska över stycket att de bidrog till teaterns låga budget genom att själva betala för sina lyxiga kostymer. 
Men nu mötte tonsättaren motstånd hos teaterns två direktörer, Wallner och Karczag. Lehár berättar själv:
| ” | Det sätt varpå mitt arbete mottogs var inte särskilt uppmuntrande. Wallner och Karczag hade inte hört mer än de första takterna, förrän de förskräckta for upp. Det där är inte musik!, ropade de upprörda och höll för öronen... Jag stod som förstenad. Hade de verkligen rätt, dessa gamla erfarna män? Var jag bara en dilettant? | „ |

## Premiären

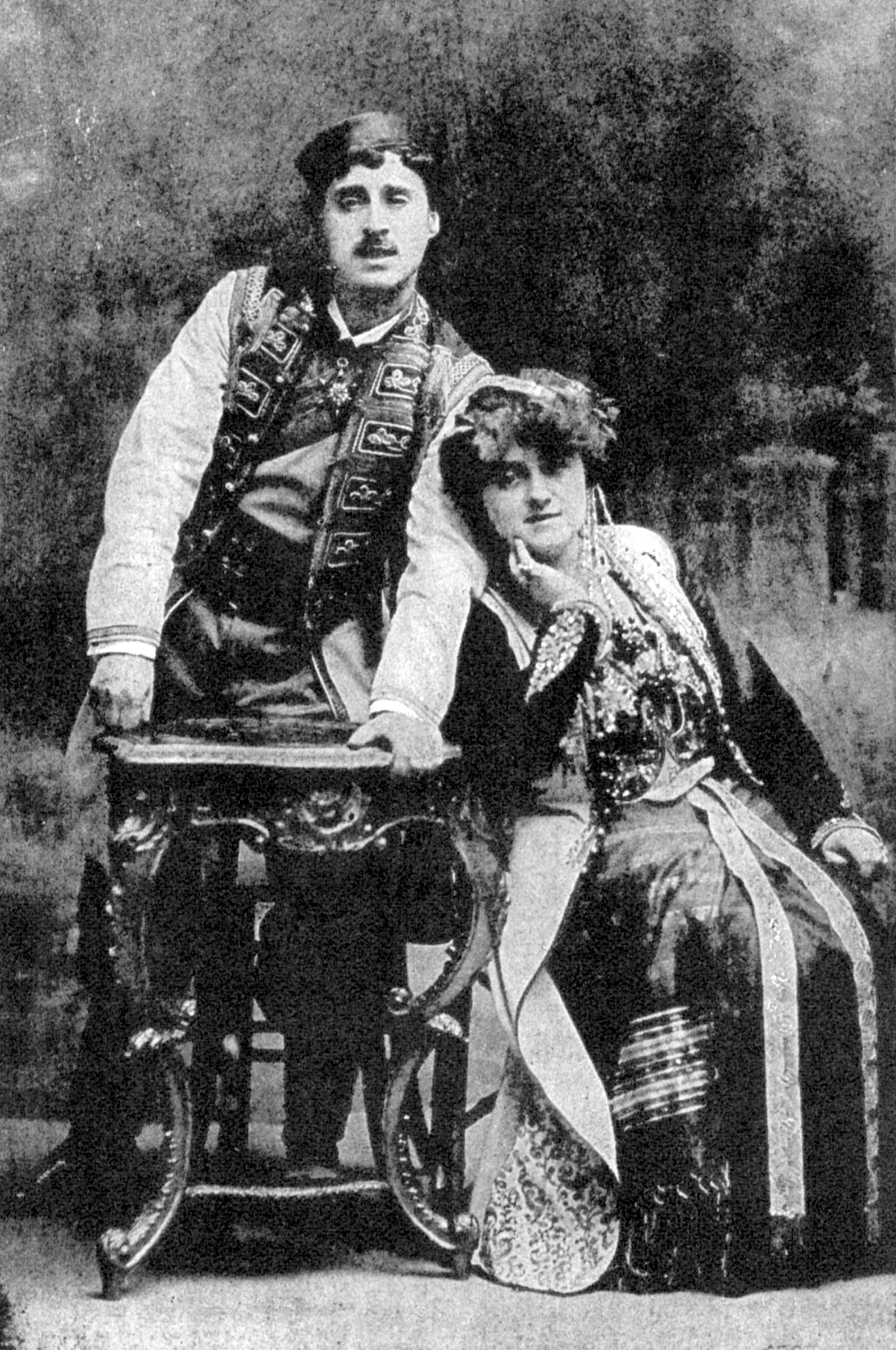
Mizzi Günther och Louis Treumann vid premiären 1905.

Det gick så långt att teaterdirektionen ville stryka operetten från spelplanen.  Men Victor Léon lät inte utan vidare sitt arbete skjutas åt sidan. Han vände sig till en advokat för att tvinga Wallner och Karczag att hålla kontraktet. De båda direktörerna beklagade att Heuberger inte fått uppdraget. Till slut gick teaterns personal över på Lehárs sida. Skådespelarna förklarade sig villiga att repetera utanför den vanliga arbetstiden. Dagen före generalrepetitionen kom de tillsammans efter teatertid och repeterade till klockan halv tre nästa morgon. Lehár fick då sin enda repetition med orkestern och vid middagstid ägde generalrepetitionen rum. En följd av direktörernas ovilliga hållning var att Victor Léon själv måste skaffa de nödvändiga dekorationerna och kostymerna. Generalrepetitionen lovade inte gott men orsaken var att alla var trötta efter nattens repetition.
Premiären den 30 december 1905, som dirigerades av tonsättaren själv, gick av stapeln med Günther som Hanna, Treumann som Danilo, Siegmund Natzler som Baron Zeta och Annie Wünsch som Valencienne. Men den publik som infunnit sig på Theater an der Wien var inte särskilt entusiastisk. De konservativa wienarna kände inte igen sig. Detta mondäna kärlekspar hade inte sina motsvarigheter i de gamla wieneroperetternas patenterade rollgalleri. Också musiken lät annorlunda och gick inte alls i Strauss och Millöckers stil. En del kritiker var förtjusta och prisade alltsammans: musiken, handlingen och själva föreställningen, men det var dåligt med publiktillströmningen, och det såg till en början ut som om Karczag och Wallner skulle få rätt. Efter ett 50-tal föreställningar försvann operetten från teaterns repertoar. I stället dök den upp på en förstadsteater, Neuer Wiener Stadtstheater, där den helt oväntat drog så mycket publik att Theater an der Wien efter en månad tog upp operetten på nytt där den spelades 483 gånger. Våren 1906 slog den på allvar igenom i Berlin och den blev en stilbildande succé över hela världen. Arthur Nikisch lät uppföra den i Leipzig och redan 26 december 1906 gick den upp på Nationaltheatret i Oslo. I London kom den upp först 1907 och framfördes där 728 gånger. Samma år gick den 242 gånger i New York och i Buenos Aires spelades den på fem teatrar samtidigt och på fem olika språk.
Endast på Balkan mottogs verket med blandade känslor. I Kroatien opponerade studenterna sig mot sångerna, därför att operetten alltför tydligt förlöjligade sydslaverna och deras legation i främmande land. Då operetten senare filmades inlade den landsflyktige kronprinsen Danilo av Montenegro protest mot att filmens Danilo uppträdde i montenegrinsk översteuniform och till och med i berusat tillstånd.
En hel kringindustri av Glada änkan-prylar och dito företeelser uppstod. Från början hade operetten ingen ouvertyr; men Lehár skrev en till den 400:e föreställningen, men den används sällan numera då originalets korta inledning föredras. Wienerfilharmonikerna framförde ouvertyren på en konsert i april 1940 med anledning av Lehars 70-årsdag.

## Internationella uppsättningar
Operetten sattes upp 1906 på Hamburgs Neues Operetten-Theater, Berlins Berliner Theater (med Gustav Matzner som Danilo och Marie Ottmann som Hanna, vilka gjorde den första kompletta skivinspelningen 1907) och Budapests Magyar Színház i en trogen ungersk översättning. Verket blev en internationell succé och översättes snabbt till flera språk. Uppsättningar följde också i bland annat Stockholm, Köpenhamn, Milano, Moskva och Madrid. Glada änkan sattes snart upp i varenda stad med egen teater. Försäljning av noter och inspelningar inbringade åtskilliga miljoner dollar. Enligt teaterkritikern John Kenrick åtnjöt ingen annan pjäs eller musikal samma internationella kommersiella succé förrän på 1960-talet.

### Engelska uppsättningar

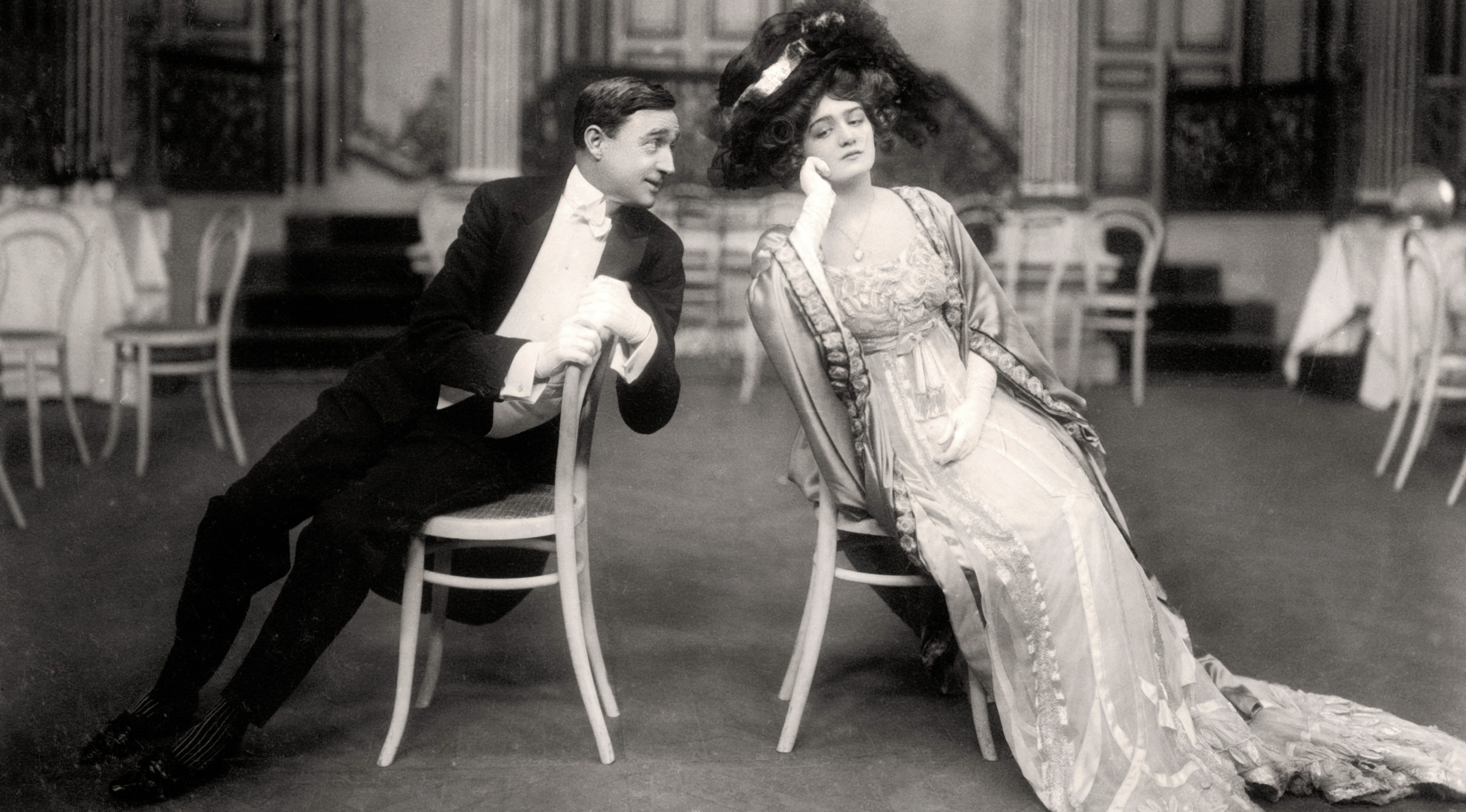
Joseph Coyne och Lily Elsie som Danilo och Hanna i London 1907.

Den engelska översättningen av Basil Hood, med texter av Adrian Ross, blev en sensation på Daly's Theatre i London. Den hade premiär den 8 juni 1907 med Lily Elsie och Joseph Coyne i huvudrollerna och med George Graves som Baron Zeta, Robert Evett som Camille och W. H. Berry som Nisch. Kostymerna gjordes av Lucile och Percy Anderson.Gabrielle Ray hoppade in i rollen som Frou-Frou. Uppsättningen producerades av George Edwardes och spelades 778 gånger i London och på turné över hela Storbritannien.
Uppsättningen ändrade namnen på många av karaktärerna för att inte förolämpa kungadömet Montenegro, vars kungliga familjenamn var Njegus, kronprinsen hette Danilo och Zeta var namnet på det gamla furstendömet. Hood ändrade namnet på riket till Marsovia, Danilo upphöjs till Furste, Hannah blev Sonia, Baronen blev Popoff, Njegus blev Nisch, Camilles efternamn blev de Jolidon och Valencienne blev Natalie. Finalscenen flyttades till själva Maxim's, snarare än originalets temaartade party för att dra nytta av nattklubbens berömmelse. Edwardes engagerade Lehár till att skriva två nya sånger, varav en, "Quite Parisien" (ett solonummer i tredje akten för Nisch) fortfarande används i vissa uppsättningar. Lehár gjorde också ändringar för en uppsättning i Berlin på 1920-talet, men den definitiva versionen av musiken är huvudsakligen originalets.

### Franska och tyska uppsättningar
Den första uppsättningen i Paris var på Théâtre Apollo den 28 april 1909 såsom La Veuve joyeuse. Trots att Parisborna var oroade hur deras stad skulle gestaltas i operetten mottogs uppsättningen väl och spelades 186 gånger. I översättningen är Hanna en amerikanska uppfödd i "Marsovie" med namnet "Missia". Danilo var en prins med spelskulder. Akt III utspelas på Maxim's. Året därpå spelades operetten i Bryssel.
Glada änkan uppförs frekvent i Wien och är den del av repertoaren på Wiener Volksoper sedan många år. Volksoper har släppt en komplett live-inspelning på CD, inklusive den berömda "Can-Can" från Jacques Offenbachs operett Orfeus i underjorden, vilket kopierades i många uppsättningar världen över.

## Svenska uppsättningar

### Premiäruppsättningen 1907

Emma Meissner och Carl Barcklind 1907.

Den första svenska uppsättningen av Glada änkan hade premiär den 22 januari 1907 på Oscarsteatern med Carl Barcklind som Danilo och Emma Meissner som änkan Hanna Glawari. Emma var gift med teaterns dirigent Hjalmar Meissner och redan ett känt och populärt operettnamn. Barcklind hade däremot aldrig prövat på operettgenren. Han var närmast talskådespelare men hade också spelat revy hos Emil Norlander på Södran, där han bland annat dansat den då moderna dansflugan bostonvals. Premiären hade emotsetts med mycket stort intresse i synnerhet som både Köpenhamn och Oslo hunnit före och helt fallit till föga för "änkans" förföriska locktoner. 
Förutom Barcklind och Meissner sågs komikern Axel Ringvall som baron Zeta, Inga Berentz som Valencienne och Thorleif Allum som Rosillon. Och i kören fanns två ungdomar som skulle komma att bli lysande stjärnor: Naima Wifstrand och Gösta Ekman. Liksom i hemlandet blev operetten även i Stockholm en stor succé och Oscarsteatern gav 178 föreställningar (132 gånger sträck och 46 efter sommaruppehållet). Det var mycket för den tidens Stockholm vars invånartal uppgick till något över 300 000. Barcklind gjorde sin Danilo också på en landsortsturné, som slog lika bra som stockholmsföreställningen med en ny Hanna, Judith Lindenau. Barcklind och Meissner spelade även in ett av operettens dansnummer på en tidig filmupptagning.

### Övriga svenska uppsättningar
Den sattes även upp på Oscarsteatern åren 1909, 1912, 1918, 1923, 1937, 1954 och 1984, detta år med Sixten Ehrling som dirigent, Jonny Blanc/Sven-Olof Eliasson som Danilo och Edith Thallaug som Hanna Glawari. På våren 1985 fick operasångerskan Annika Marberg sitt definitiva genombrott när hon med kort tids varsel hoppade in som Hanna. 
Den djärvaste och mest annorlunda iscensättningen av Lehárs operett presenterades i Stockholm på hösten 1931 av Gösta Ekman och Per Lindberg på Stora Konserthusscenen. Ewald Dahlskogs funktionalistiska dekor fick stockholmarna att kalla föreställningen "funkisänkan". Hon förkroppsligades av revyprimadonnan Zarah Leander, som slagit igenom i Vasateaterns revy ett år tidigare. Och mot henne framträdde Gösta Ekman med en dramatisk, högst personligt framspelad Danilo, en rolltolkning som i hög grad använde plastiska uttrycksmedel. Ekman var ju inte begåvad med någon egentlig sångröst, men han halvsjöng och talade sitt parti på ett sådant sätt, att ingen åskådare beklagade bristen på sångröst. En gång när Ekman var kav hes visslade han till och med hela partiet. Jules Sylvain hade moderniserat hela partituret. Maximkupletten framfördes som en foxtrot och Viljasången som en jazzblues. Sylvain dirigerade själv Konsertföreningens stora orkester och hade lagt in en egen tangomelodi i föreställningen. Karl Gerhard hade bearbetat texten.
På Kungliga Operan i Stockholm gjorde Den glada änkan sin första entré på våren 1939 den 22 april. På den tiden avslutade alltid Operan sin säsong med en våroperett. Operans första Hanna Glawari var Brita Hertzberg, som fick dansa änkevalsen med sin egen äkta man Einar Beyron. Nästa Hanna var Margit Rosengren, som krönte sin långa och strålande karriär med ett gästspel på den kungliga scenen mot Gösta Kjellertz. Valencienne gjordes den gången av Isa Quensel, som under många år var ständig subrett för att under 1940-talet mer och mer glida över i primadonnefacket. Hon blev Operans "änka" våren 1947 med Einar Beyron som Danilo. Samma år gjorde hon också rollen på Storan mot sin man, Lars Egge.
Senare berömda svenska uppsättningar av operetten är Ingmar Bergmans på Malmö stadsteater med Per Grundén och Gaby Stenberg som greve Danilo respektive Hanna Glawari (1954) och Mimi Pollaks uppsättning på Oscarsteatern (1967) där Jarl Kulle och Berit Carlberg spelade Danilo respektive Hanna Glawari samt Gösta Ekman d.ä:s på Stockholms konserthus (1931) med honom själv och Zarah Leander som greven och änkan. 
Den sattes upp på Göteborgsoperan med premiär den 29 november 1997
 och på Folkoperan med premiär den 17 september 2008.
2017 uppförde Kungliga Operan i Stockholm en version med helt nytt manus av Henrik Dorsin. Handlingen hade flyttats till Kungliga Operan och handlade om ett försök att sätta upp Glada änkan. Hanna Glawari hade blivit en operasångerska och Danilo en regissör från en teater i Hökarängen.
2021 sattes föreställningen upp på Nöjesteaterns i Malmö med Lars-Åke Wilhelmsson i en av huvudrollerna. 

## Personer
| Roller | Stämma                     | Premiärbesättning, 30 december 1905 (Dirigent: Franz Lehár) |
| --- | -------------------------- | ----------------------------------------------------------- |
| Hanna Glawari, en rik nybliven änka (titelrollen)                                                         | sopran                     | Mizzi Günther                                               |
| Greve Danilo Danilovitsch, Förste ambassadråd vid Pontevedrinska ambassaden och Hannas före detta älskare | tenor eller lyrisk baryton | Louis Treumann                                              |
| Baron Mirko Zeta, Pontevedros ambassadör i Paris                                                          | baryton                    | Siegmund Natzler                                            |
| Valencienne, hans hustru (och före detta glädjeflicka)                                                    | sopran                     | Annie Wünsch                                                |
| Camille, Count de Rosillon, Fransk attaché vid ambassaden, Baronessans beundrare                          | tenor                      | Karl Meister                                                |
| Njegus, Ambassadsekreterare                                                                               | Talroll                    | Oskar Sachs                                                 |
| Kromow, tjänsteman vid Pontevedros ambassad                                                               | baryton                    | Heinrich Pirl                                               |
| Bogdanovitch, Pontevedrinsk konsul                                                                        | baryton                    | Fritz Albin                                                 |
| Sylviane, Bogdanovitchs hustru                                                                            | sopran                     | Bertha Ziegler                                              |
| Raoul de St Brioche, Fransk diplomat                                                                      | tenor                      | Carlo Böhm                                                  |
| Vicomte Cascada, Latinsk diplomat                                                                         | baryton                    | Leo von Keller                                              |
| Olga, Kromows hustru                                                                                      | mezzosopran                | Minna Schütz                                                |
| Pritschitsch, Pensionerad pontevedrinsk överste                                                           | baryton                    | Julius Bramer                                               |
| Praskowia, Hans hustru                                                                                    | mezzosopran                | Lili Wista                                                  |
| Lolo, Dodo, Jou-Jou, Frou-Frou, Clo-Clo, Margot, Grisetter på Maxim's                                     | Sopraner                   |                                                             |
| Parisier och Pontevedriner, musiker och tjänare                                                           |                            |                                                             |

## Handling

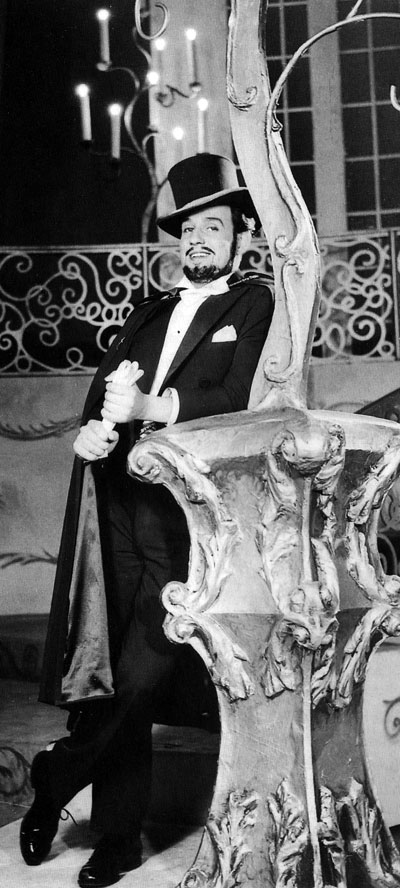
Per Grundén som Danilo 1954 i Malmö.

### Akt I: I salongen på Pontevedros ambassad i Paris
Den lilla staten Pontevedros ambassad i Paris har i vanliga fall inte hand om några större diplomatiska affärer. Men en dag faller en bomb i form av en befallning från den kungliga pontevedriska regeringen till ministern, den något degenererade och försoffade baron Zeta. Det gäller inte mindre än att avvärja en katastrof, som hotar fosterlandets ekonomi: den unga och förtjusande änkan efter en stenrik pontevedrisk bankir, Hanna Glawari, har slagit sig ned i Paris, där hon håller öppen salong och bestormas av en mängd beundrare. Paris-ministern får nu i uppdrag att sörja för att hon gifter sig med en pontevedrisk undersåte, så att förmögenheten inte går ur landet. Ministern finner att hans attaché, den unge greven Danilo Danilovitj är rätte mannen och att det är dennes skyldighet mot fosterlandet att gifta sig med änkan. Men Danilo, en mörk, vacker, gladlynt och livad ung man, är sanningen att säga mer attacherad vid det parisiska nöjeslivet än vid ambassaden. Han har till och med uteblivit från den stora bal på ambassaden, som ministern ordnade till madame Glawaris ära. Hon är festens strålande medelpunkt, men - till ministerns förtvivlan - omsvärmad av tillbedjare från nästan alla nationer. Hanna Glawari är emellertid inte lätt att få på kroken, varken för den ene eller den andre. Hon är misstänksam och vill ha en man, som älskar henne för hennes egen skull, inte för hennes pengars skull. Ambassadens sekreterare, den komiske Njegus, skickas ut för att leta reda på Danilo. Han finner honom tämligen berusad bland hans många små väninnor på nattklubben Maxim och får honom först efter åtskilligt övertalande att följa med hem till ambassaden. Danilo är emellertid inte vidare förtjust över att bli störd och ännu mindre över det uppdrag som ministern ålagt honom. ("Då går jag till Maxim!") För att Danilo skall återhämta sig placerar Njegus honom på en divan, och där somnar han in.
I ambassadens erotiska atmosfär utspelar sig under tiden i all hemlighet en flirt mellan ministerfrun Valencienne, och den franske officeren Camille Rossilon. I balens feststämning har Valencienne förlagt sin solfjäder, och Camille har oförsiktig nog att på den skriva de komprometterande orden: Jag älskar dig! Under sin jakt efter fjädern råkar han väcka Danilo ut hans sömn. Strax efter stöter Danilo på Hanna Glawari, som kommer från balsalen efter en dans. Det visar sig att Danilo och Hanna känner varandra hemifrån. Danilo ville gifta sig med Hanna, medan hon ännu var fri och därtill fattig. Men hans stränga familj såg en mesallians i förbindelsen och hotade med att göra honom arvlös. Sedan gifte sig den sköna Hanna med en åldrig bankir och har nu alltså blivit "den glada änkan".
Konflikten i handlingen består i att Hanna misstror Danilo, som förklarar att han nu liksom förr älskar henne för hennes egen skull och inte för de miljoner som hon representerar. Så länge Hanna inte tror på honom vägrar han att lyssna till ministern och fosterlandets befallning. Däremot lovar han ministern att göra allt han kan för att hålla hennes andra friare på avstånd.

### Akt II: Trädgården i madame Glawaris palats.
Hanna Glawari har inviterat alla gästerna från ambassaden till en trädgårdsfest i sitt palats. Hon sjunger sången om skogsgudinnan Vilja ("Vilja, o Vilja, du skogsjungfru skön"). Hannas intresse för Danilo blir alltmer tydligt och hon hoppas att han vill fria till henne än en gång. Men han nöjer sig med att slå ut den ena kavaljeren efter den andre. Hans hederskänsla håller honom tillbaka. Hanna skall först själv förstå var hon har honom. Hon å sin sida anförtro honom att hon inom en snar framtid ämnar gifta sig.
Flirten mellan Camille och baronessan Zeta har emellertid under tiden utvecklat sig till ett kärleksmöte i en liten paviljong i parken. Baron Zeta upptäcker dem genom att kika i nyckelhålet, och rasande av svartsjuka bultar han på dörren. Valencienne lyckas rädda sig ut genom en bakdörr, och Hanna, som vet om förhållandet, intar hennes plats. Både Danilo och Zeta blir högst överraskade att finna att det är Hanna som tillsammans med Camille kommer ut ur paviljongen. I sin svartsjuka röjer Danilo att hans kärlek är äkta.

### Akt III: Madame Glawaris salong draperad à la Maxim
Under de fortsatta festligheterna hos madame Glawari har hon smyckat en sal alldeles som nattklubben Maxim. Även kvinnorna från Maxim har engagerats för kvällen bara för att Danilo, som hon ironiskt uttrycker det, skall känna sig som hemma. Men Danilo har inte längre ögon för någon annan än Hanna. Han blir glad då han upptäcker att Hannas möte med Camille bara var spelat. Likväl tar han ännu inte det avgörande steget. De båda dansar så "Änkevalsen" ("Blickar vädja, läppar bedja: Håll mig kär!") Hanna anförtror Danilo att hon kommer att förlora sin förmögenhet i det ögonblicket då hon gifter sig. Danilos glädje är obeskrivlig och de omfamnar varandra varmt. Men Hanna fortsätter att redogöra för testamentet, som föreskriver att hon mister sina 20 miljoner när hon gifter sig på nytt därför att förmögenheten då övergår till hennes nye man!

## Musiknummer
Akt I
- Nr. 1. Introduktion: (Valencienne, Sylviane, Olga, Praškowia, Camille, St. Brioche, Zeta, Cascada, Kromow, Kör):

Verehrteste Damen und Herren
- Nr. 2 Duett: (Valencienne, Camille):

So kommen Sie
- Nr. 3. Hannas entrésång med ensemble: (Hanna, St. Brioche, Cascada, Manskör):

Bitte, meine Herren
- Nr. 4. Danilos entrésång: (Danilo):

O Vaterland (med refrängtexten: "Da geh´ ich zu Maxim")
- Nr. 5. Duett: (Zauber der Häuslichkeit; Valencienne, Camille):

Ja was – ein trautes Zimmerlein
- Nr. 6. Final I. (Hanna, Valencienne, Sylviane, Danilo, Camille, St. Brioche, Cascada, Kör):

Damenwahl
Akt II
- Nr. 7. Introduktion, Dans och Vilja-sången: (Lied vom Waldmägdelein; Hanna, Kör):

Ich bitte, hier jetzt zu verweilen
Es lebt eine Vilja
- Nr. 8. Duett: (Lied vom dummen Reiter; Hanna, Danilo):

Heia, Mädel, aufgeschaut
- Nr. 9. Marsch-Septett: (Danilo, Zeta, St. Brioche, Cascada, Kromow, Bogdanowitsch, Pritschitsch):

Wie die Weiber man behandelt
- Nr. 10. Spelscen och dansduett: (Hanna und Danilo)
- Nr. 11. Duett und Romanze: (Valencienne, Camille):

Mein Freund, Vernunft
Wie eine Rosenknospe
- Nr. 12. Final II: (Hanna, Valencienne, Sylviane, Olga, Praškowia, Danilo, Camille, Zeta, Bogdanowitsch, Kromow, Pritschitsch, Njegus, Kör):

Ha! Ha! Wir fragen
- Nr. 12a. Entr’akt: (Vilja-Lied)

Akt III
- Nr. 12b. Mellanspel
- Nr. 13. Dansscen
- Nr. 14. Chanson: (Grisettenlied, Valencienne, Lolo, Dodo, Jou-Jou, Frou-Frou, Clo-Clo, Margot, Danilo, Zeta, Bogdanowitsch, Pritschitsch, Kromow, Kör):

Ja, wir sind es, die Grisetten
- Nr. 14a. Reminiszenz: (Lolo, Dodo, Jou-Jou, Frou-Frou, Clo-Clo, Margot, Danilo):

Da geh’ ich zu Maxim
- Nr. 15. Duett: (Hanna, Danilo):

Lippen schweigen
- Nr. 16. Slutsång: (Alla solister, Kör):

Ja, das Studium der Weiber ist schwer

## Kända sångnummer på svenska
- Akt 1. Högt ärade damer och herrar (Zeta); En anständig hustru jag är och trohetssymbolen jag bär! (Valencienne); Rätt ofta har jag hört vi stackars änkor mannen förfört! (Hanna Glawari); Då går jag till Maxim, där är man så intim (Danilo); En liten stilla vrå (Valencienne och Camille): "Damernas fria val" Så kommen då, I sköna legioner (Danilo).
- Akt 2. "Viljasången" Vilja, o Vilja du skogsjungfru skön (Hanna Glawari); Dumma, dumma ryttare, du begriper ingenting (Hanna och Danilo); Ack ja, kvinnornas studium är svårt (Zeta och Danilo); "I min lilla paviljong" Där står en liten paviljong, den tycks vara helt diskret och tyst (Zeta); "Två konungabarn" Två konungabarn de voro, så kära de var i varann (Danilo).
- Akt 3. Ritantouri tantirette. Eh, voilà les belles Grisettes (Valencienne); "Läppar tiger" eller "Änkevalsen" Blickar vädja, läppar bedja: håll mig kär! (Hanna och Danilo);

## Filmatiseringar (i urval)
Flera filmer har gjorts vilka alla är löst baserade på operetten.
- En ungersk stumfilm från 1918 i regi av Michael Curtiz
- 1907 - Den glada änkan, med Carl Barcklind som Danilo och Emma Meissner som Glada änkan.
- 1925 - Den glada änkan, med John Gilbert som Danilo och Mae Murray som Glada änkan.
- 1934 - Glada änkan, med Maurice Chevalier som Danilo och Jeanette MacDonald som Glada änkan.
- 1952 - Glada änkan, med Fernando Lamas som Danilo och Lana Turner som Glada änkan.

## Trivia
- 1907 uppfördes Mitislaw der Moderne (Text: Fritz Grünbaum och Robert Bodanzky; Musik: Franz Lehár) på kabarén Hölle. Mitislaw der Moderne är en omändring eller parodi på grisettakten i Glada änkan. Handlingen rör sig kring prins Mitislaw, som upprättar en erotisk diktatur i Balkanstaten Benzinien.
- Glada änkan var Adolf Hitlers älsklingsoperett. De judiska librettisterna Léon och Steins namn omnämndes inte vid uppsättningar i Tyskland under Nazismens tid. Josef Greiner påstår i sin bok Das Ende des Hitler-Mythos 1947, att Hitler under sin vistelse i Wien sökt anställning som sångare på Theater an der Wien med en sång ur Glada änkan och fått avslag av operachefen Wilhelm Karczag då han inte bar frack.
- Maxim-sången har namngetts med varierande titlar: "Da geh ich zu Maxim", da geh' ich zum Maxim eller "Da geh' ich ins Maxim". Hos Heesters heter det också "Heut geh ich ins Maxim" och "Dann geh' ich ins Maxim."
- Tonsättaren Dmitrij Sjostakovitj citerar sången "Da geh' ich ins Maxim" i första satsen av sin 7:e symfoni (Leningradsymfonin). Béla Bartók citerar i sin tur Sjostakovitjs omändrade melodi i sin Konsert för orkester, sats IV.
- Den 8 december 2009 framförde Johannes Heesters, i en ålder av 106 år, sången "Da geh ich ins Maxim" vid en konsert på Wiener Robert-Stolz-Clubs.
- Lippen schweigen, 's flüstern Geigen, orkestrerad av Dimitri Tiomkin, fungerar som huvudtema i Alfred Hitchcocks film Skuggan av ett tvivel ("Shadow of a Doubt", 1943), och kallades för Änkevalsen. Även i Ernst Lubitschs film Himlen kan vänta från 1943 förekommer sången.

## Inspelningar (urval)
- Das Land des Lächelns ; Die lustige Witwe. Schwarzkopf, Gedda, Kunz, Loose, Kraus. Philharmonia Choir and Orchestra. Ackermann, dirigent. EMI mono 4 56385-2. 2cd.
- The merry widow. Kenny, Skovhus, Kirschschlager, Turay. San Francisco Opera Choir and Orchestra. Kunzel, dirigent. Opus Arte DVD OA 0836.
- Die lustige Witwe. Schwarzkopf, Gedda, Waechter, Steffek, Knapp, Equiluz. Philharmonia Choir and Orchestra. Matačić, dirigent. EMI (ADD) 5 67370-2. 2cd.[16]